# Деревечка
Деревечка — річка в Довжанському та Сорокинському районах Луганської області, права притока Великої Кам'янки.

## Опис
Довжина річки 17 км, похил річки — 6,1 м/км. Формується з багатьох безіменних струмків та водойм. Площа басейну 115 км2.

## Розташування
Деревечка бере початок на околиці села Бобриківки. Тече переважно на північний схід у межах сіл Верхньодеревечка, Нижньодеревечка та Поріччя. На околиці м. Сорокине впадає в річку Велику Кам'янку, праву притоку Сіверського Дінця.

## Притоки
- Деревечка (ліва)[2], довжина приблизно 8 км., бере початок на околицях і тече на північний захід через село Прохладне, потім повертає на північний схід та тече через село Батир. На Google карті позначена як Прохолодний.
- Друга Деревечка[3], (права)[4], довжина приблизно 6 км, бере початок на північ від с. Маяк, тече переважно на північ. 
  - У річку впадає балка Третя Деревечка (права притока довжиною приблизно 3 км)[4][5] та кілька менших безіменних балок.
- Балка Шевирева (права)[6].